# Sematophyllum micans
Sematophyllum micans là một loài Rêu trong họ Sematophyllaceae. Loài này được (Mitt.) Braithw. miêu tả khoa học đầu tiên năm 1902.